# Нестерчук, Вадим Владимирович
Вадим Владимирович Нестерчук (1 ноября 1970 года, Калиновка, Винницкая область, УССР — 24 июня 2013, пустыня Руб-эль-Хали, ОАЭ) — украинский бизнесмен и автогонщик.
Основатель и пилот первой украинской команды SIXT UKRAINE, выступающей в ралли-рейдах.

## Биография
Родился в городе Калиновка Винницкой области.
Окончил Киевский государственный педагогический институт иностранных языков, Киевский национальный университет имени Тараса Шевченко (специальность «Финансы и кредит»), Международный институт менеджмента (Программа MBA), Высшую школу экономики и Лондонскую школу бизнеса.
Более 10 лет руководил группой компаний «Оптима-лизинг» (среди них — «Sixt Украина», украинский лидер проката автомобилей). Являлся владельцем киевского ресторана «Париж — Дакар».
Проживал в Киевe.
24 июня 2013 года Вадим Нестерчук умер от обезвоживания в пустыне Руб-эль-Хали, ОАЭ. У него остались жена и двое детей.

## Спортивная карьера
Участие в ралли-рейдах:
- 2007 — Бологое, Россия.
- 2008 — «Северный лес» (Россия), Transorientale (Россия — Китай), Central Europe Rally серия «Дакар» (Венгрия — Румыния).
- 2009 — «Шелковый Путь» серия «Дакар» (Россия — Казахстан — Туркменистан), «Дакар» (в экипаже асистанс).
- 2010 — «Дакар» (Аргентина — Чили), Кубок Мира по ралли-рейдам «Abu Dhabi Desert Challenge 2010» (Абу-Даби), ралли серии Дакар «Шелковый Путь» 2010 (Россия), Rally OiLybia of Morocco 2010 (Марокко) .
- 2011 — Кубок Мира по ралли-рейдам «Abu Dhabi Desert Challenge 2011»; ралли серии Дакар «Шелковый Путь» 2011 (4 место); Ралли-рейд «Баха 1000» (Украина)
- 2012 — Кубок Мира по ралли-рейдам: Italian Baja 2012, Abu Dhabi Desert Challenge 2012, Seeline Cross-Country Rally (Катар), Ралли-рейд «Шелковый путь 2012», Baja Espana Aragon 2012 (Испания), Ралли-рейд «Баха 1000» (Украина), Кубок Дюн (Украина).

В 2008 году основал первую полноценную украинскую команду для участия в легендарном ралли-рейде «Дакар» и принимал участие в нём каждый год. Дакар 2013 — был шестым Дакаром в карьере Нестерчука.
Первым серьезным выступлением для команды Sixt Ukraine был Дакар 2008. В том году украинский флаг на боевом автомобиле, подготовленном к Дакару, впервые заметили многие иностранные гонщики. Однако Дакар 2008 отменен по соображениям безопасности, что было действительно беспрецедентным шагом для организаторов, ведь ещё ни разу в своей истории Дакар не был отменен.
В 2011 году команда вновь приняла участие в ралли «Дакар».